# Boglárka Dévai
Boglárka Dévai (Szombathely, 12 novembre 1999) è una ginnasta ungherese, campionessa europea al volteggio a Glasgow 2018.

## Biografia
Boglárka Dévai ha partecipato ai Giochi olimpici giovanili di Nanchino 2014 giungendo sedicesima nel concorso individuale e sesta nella finale del volteggio. L'anno successivo ha disputato i suoi primi campionati europei a Montpellier 2015, e poi anche i Mondiali di Glasgow 2015 dove è giunta quattordicesima nelle qualificazioni del volteggio.
Agli Europei di Cluj-Napoca 2017 ha vinto la medaglia di bronzo al volteggio piazzandosi dietro la britannica Elissa Downie e la francese Coline Devillard. Aggiudicandosi il titolo europeo al volteggio a Glasgow 2018 è diventata la prima ginnasta ungherese a vincere una medaglia d'oro continentale a distanza di venti anni, quando Adrienn Varga si impose sempre al volteggio nel 1998.